# Batalha de Andalién
A Batalha de Andalien foi um encontro militar sucedido o 22 de fevereiro de 1550 entre as forças espanholas de Pedro de Valdivia e as mapuches do toqui Ainavillo.
A inícios de 1550, Valdivia tinha chegado com 200 espanhóis e uma multidão de yanaconas marcharam até o rio Biobío e numa zona pantanosa para perto de a actual Concepción acamparam; de noite foram atacados por surpresa por um gigantesco exército mapuche ao qual mal conseguiram recusar pelo uso de armaduras, armas de fogo e cavalos. Ainda que os indígenas estavam organizados em três grandes corpos, só puderam atacar por um lado devido ao terreno pantanoso onde estava o exército de Valdivia.
Posteriormente os espanhóis e seus aliados fundaram o forte Penco que em fevereiro desse mesmo ano foi atacado por uma força maior de mapuches dando lugar à batalha de Penco.